# I visionari
I visionari är en italiensk dramafilm från 1968 i regi av Maurizio Ponzi.

## Utmärkelser
Filmen vann Guldleoparden vid Internationella filmfestivalen i Locarno 1968.

## Rollista i urval
- Pierluigi Aprà
- Adriana Asti
- Lidia Biondi
- Jean-Marc Bory
- Olimpia Carlisi
- Laura De Marchi
- Luigi Diberti